# Рёсслер, Карл
Карл Рёсслер (нем. Karl Rößler; 1788—1863) — немецкий предприниматель, минералог и натуралист.

## Биография
Родился 6 мая 1788 года в Висбадене в семье  Philipp Ludwig Roessler (1734–1803) и его жены Margarethe Antoinette Adam (1754–1796).
После обучения на коммерсанта во Франкфурте-на-Майне, он приобрел в 1818 году фабрику по производству шляп в Ханау, которую сделал одной из самых известных компаний в Германии. Будучи процветающим предпринимателем, Карл Рёсслер занимался минералогией, геологией и палеонтологией на территории района Веттерау, составив большую коллекцию минералов и окаменелостей. 
Он стоял в тесном контакте с Леопольдом фон Бухом и опубликовал в 1851 году с Готфридом Теобальдом работу о минералогическом исследовании в Веттерау. В 1808 году Рёсслер стал одним из основателей общества Wetterauische Gesellschaft в Ханау, где был директором с 1853 по 1863 год. 
С 1848 года Карл Рёсслер временно был членом ландтага Kurhessischen Landtages. В 1858 году был избран в Немецкую академию наук Леопольдина, а в 1859 году стал одним из основателей ассоциации  Freien Deutschen Hochstifts во Франкфурте-на-Майне. В этом же году он был избран членом-корреспондентом Геттингенской академии наук.
Умер 23 августа 1863 года в Ханау.
В честь Рёслера был назван минерал рёсслерит (rösslerite), описанный в 1861 году Иоганном Блюмом. Также в его честь были названы две окаменелости (ископаемые улитки): Turbonilla rössleri и Cythere rössleri.